# 小翼羽

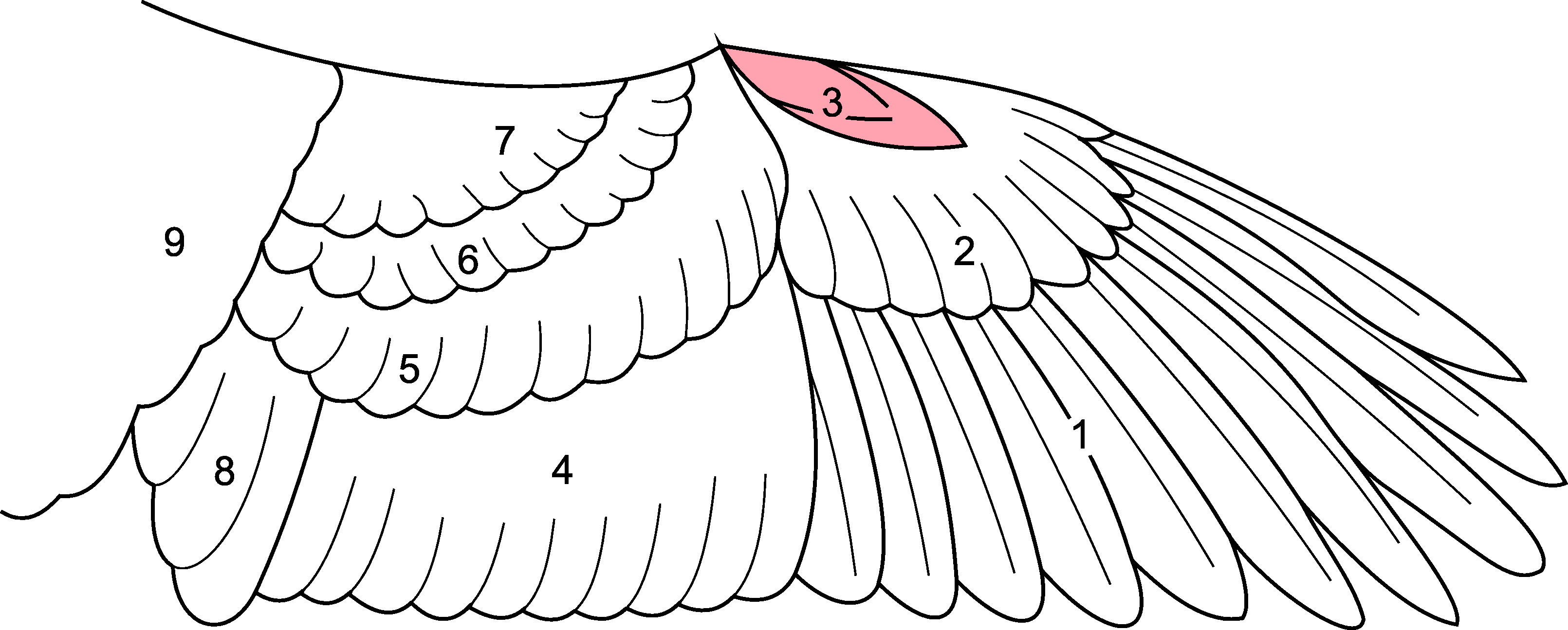

小翼羽（英語：alula）是現代鳥類和一些非鳥恐龍翅膀前緣的小突起。 這個詞來源於拉丁語，意思是“小翼”； 它是拉丁語（意為“翅膀”）的指小詞。 小翼羽是自由移動的第一個指頭，也就是是“鳥的拇指”，通常覆蓋有三到五個小的飛羽（flight feather），確切的數目取決於鳥的種類。 在飛羽上方也有一些覆羽（covert feather)。 就像在翅膀後緣發現的較大的飛行羽毛一樣，這些小翼羽上的羽毛也是不對稱的，羽幹更靠近前邊緣。
小翼羽可以在許多已滅絕的古代鳥類中找到，如始小翼鳥（Eoalulavis hoyasi，生活於1億1500萬年前的白堊紀）以及更久遠的原羽鳥屬（Protopteryx fengningensis）中。

## 作用
在大多數情況下，小翼羽用於保持氣流與翅膀齊平。但在不同的情況，它也可以被操縱。 當以低速飛行或降落時，鳥會略微向上和向前移動其小翼羽，從而在翅膀的前緣上形成一個小偏角。 它的功能與飛機機翼上的擾流板相同，從而使機翼獲得的迎角大於正常迎角，從而升起時不會導致失速 。